# Барбара Баррі
Барбара Енн Берман (англ. Barbara Ann Berman; нар. 23 травня 1931), відома як Ба́рбара Ба́ррі (англ. Barbara Barrie) — американська акторка та письменниця (автобіографічні романи, твори для дітей).

## Життєпис
Барбара Енн Берман народилася в Чикаго, штат Іллінойс, у єврейській родині: мати — Френсіс Роуз (до шлюбу Борущак), батько — Луї Берман. Коли Барбарі було 9, сім'я переїхала до Техасу, де Барбара росла в Корпус-Крісті. Мала брата Джеффрі Мелвіна Бермана (1924—1983). На початку акторської кар'єри вона обрала «Баррі» своїм сценічним ім'ям замість «Берман».
Закінчила середню школу Корпус-Крісті в 1948 році. Недовго відвідувала коледж Дель Мар за спеціальністю журналістика, потім перейшла до Техаського університету в Остіні, де здобула ступінь бакалавра вишуканих мистецтв, потім переїхала до Нью-Йорка, щоб розпочати професійну карThe Wooden Dishєру. За час перебування в Техаському університеті в Остіні Берман отримала дві стипендії.
У липні 1964 року одружилася з режисером, актором та продюсером Джеєм Малкольмом Гарніком (1928—2007). Народила двох дітей — Джейн Керолайн Гарнік (1965) та Аарона Луїса Гарніка (1969).
У 1972 році Баррі підтримала феміністичну кампанію «We Have Had Abortions», яка закликала скасувати «архаїчні закони», що обмежують репродуктивні права жінок, і закликала жінок ділитися своїми історіями абортів.
У 1994 році успішно вилікувалась від раку прямої кишки, написавши про цей досвід мемуари «Другий акт: Життя після колостомії та інших пригод». У вересні 2014 року Баррі оголосила, що їй діагностували ідіопатичний фіброз легенів.

## Діяльність

### Театр
Однією з перших професійних робіт Баррі була штатна робота протягом одного сезону в театральній компанії в Корнінгу, штат Нью-Йорк, де вона зіграла головну роль у фільмі «The Moon is Blue» в 1953 році. Також вона працювала в театрі «Рочестер Арена». На Бродвеї дебютувала в 1955 році у п'єсі «The Wooden Dish» з Луї Келхерном. У 1959 році з'явилася на Бродвеї в п'єсі Джорджа Фаркера «The Beaux' Stratagem». Вона виконувала численні шекспірівські ролі в Американському Шекспірівському театрі в Стратфорді, штат Коннектикут, протягом сезонів 1958 і 1959, отримавши визнання критики. У 1961 році Баррі вирушила в гастролі Європою в ролі Енні Салліван у п'єсі Вільяма Гібсона «Та, що створила диво».
У 1969 році Баррі втілила Віолу в «Дванадцятій ночі» режисера Джозефа Паппа в театрі Делакорте.
У 1974 році Баррі заслужила визнання критики за роль у «Sparky Off-Broadway» в фільмі «Вбивця» Джея Броуда, за який отримала нагороду «Обі» за найкращу жіночу роль і премію Драматичного бюро за найвидатніший спектакль.
У 1976 році Баррі грала в успішній бродвейській п'єсі Ніла Саймона "Люкс «Каліфорнія». Вона виконала головну жіночу роль в прем'єрі США 1979 року в спектаклі Бото Штрауса «Великий і маленький» у театрі «Фенікс» в Іст-Віллидж, Мангеттен.
У 1995 році Баррі виступила у «After-Play», написаній Енн Мірою в Театральному клубі Мангеттена. У 2014 році Баррі грала у фільмі «Я пам'ятаю маму», отримавши номінацію «Зовнішнє коло критиків» за найкращу жіночу роль у п'єсі.
У 2017 році виступила у виставі Джошуа Гармона «Значне інше» в театрі «Бут» на Бродвеї.

### Телебачення
Баррі дебютувала на телебаченні в 1955 році, виступаючи в «Телевізійному театр Крафта». У 1956 році вона виступила в телепередачі «Політ» Гортона Фута в ролі сестри персонажки Кім Стенлі. Знялася в двох епізодах «Приманки» (1958–59). У 1962 році Баррі зіграла в трьох епізодах «Голого міста». У 1963 році зіграла Вірджинію в телесеріалі «Темний лабіринт» Лоуренса Дарелла. Протягом 1960-х Баррі знімалася в багатьох популярних телесеріалах. Зіграла в трьох епізодах «Захисників» та двох епізодах «Бен Кейсі». В 1962 році вона з'явилась в епізоді серіалу «Автошлях 66», де зіграла сліпу дівчину, а в 1963 році — в епізоді «Мініатюра» «Сутінкової зони».
У 1964 році Баррі з'явився у двох епізодах «Години Альфреда Гічкока». Першим епізодом став «Ізабель», де Баррі виконала головну роль Ізабель Сміт. У другому «Розглянь її шляхи» Баррі також зіграла головну героїню Джейн Вотерлі. У 1965 році Баррі знялася в гостьовій ролі Емі Реннік у фільмі «Втікач». Епізод під назвою «Кінець — це тільки початок» широко вважається серед фанів одією з найкращих із 120 серій. У 1968 році Баррі зіграла головну роль у серіалі «Загарбники» в епізоді «Ворог». У 1977 році знялася у двох телефільмах, як мати персонажки Леслі Ен Уоррен на 79-й Парк-авеню та як Емілі Макфейл у «Скажи мені моє ім'я». У 1978 році вона зіграла Емілі Армсворт у телефільмі Діснея «Дитина зі скла» за мотивами роману Річарда Пека «Привид, що належить мені». У 1978 році вона зіграла місіс Берг у телефільмі «Літо мого німецького солдата».
З 1975 по 1978 рік Баррі з'явилася в 37 епізодах Барні Міллера у головній ролі дружини Барні Елізабет. У телевізійному міні-серіалі «Білий дім», що відбувся у 1979 році, виконала роль Меймі Ейзенгауер. Восени 1980 року на ABC дебютував телсеріал за мотивами фільму «Breaking Away», а Баррі повторила роль Евелін Столлер. Шоу тривало лише частину одного сезону, але за виступ Баррі була номінована на премію Еммі. Баррі повторила свою роль Гаррієт Бенджамін у телевізійному серіалі «Рядовий Бенджамін» 1981 року, який базувався на однойменному фільмі 1980 року. Також у 1981 році Баррі зіграла Етель Бенкс у телеверсії вистави «Босоніж у парку» Ніла Саймона і з'явилася у створеному для телефільму фільмі «Діти, яких ніхто не хотів», у грудні того ж року.
Вона знялася в епізоді «Сімейні зв'язки» у 1987 році як тітка Розмарі. За виступ у ролі місіс Барем в епізоді «Закон і порядок» («Помста») у лютому 1992 року Баррі була номінована на премію Еммі за найкращу жіночу роль другого плану в драмі. У 1994 році вона зіграла Полін Робіяр у мінісеріалі «Скарлетт», який виграв Еммі. У 1997 році озвучила Алкмену, усиновлювачку матері Геракла, в анімаційному фільмі Діснея «Геракл», а в 1998 році вона зіграла Рут у телефільмі «Шанс снігу».
Баррі з'явилася в 92 серії телсеріалу «Раптом Сюзен» як бабуся героїні Брук Шилдс, Ейлін Кін. За виступ у епізоді "Закон і порядок: Спеціальний відділ жертв («Ідеально») у травні 2003 року в ролі Поли Гаґґерті Баррі була номінована на Еммі як найкраща запрошену акторка в драмі. У 2004 році вона з'явилася в Dead Like Me як бабуся Джорджії/мати Джой. Її останні фільми на телебаченні включали «Відштовхування маргариток», «Медсестра Джекі» та «Просвіт».

### Кіно
Баррі дебютувала в кіно в «Гіганті» (1956). Її першою заслуженою роллю стала Една у фільмі «Доглядачі» 1963 року. Наступного року Баррі отримала свою першу головну роль у фільмі «Один картопля, два картоплі» в образі Джулі Каллен Річардс, жінки, яка одружується з афроамериканцем. Фільм вважався суперечливим, коли вийшов, через расову напруженість на той час, і був номінований на премію Оскар за найкращий сценарій. За свій виступ Баррі виграла Каннську премію за найкращу жіночу роль.
У 1979 році Баррі отримала визнання критики за роль Евелін Столлер, містянки, яка мріє стати італійською велосипедисткою, у Breaking Away. Стрічка була номінована на «Оскар» за найкращий фільм, а Баррі — на «Оскар» за найкращу жіночу роль другого плану. У 1980 році вона зіграла матір Голді Хоун у рядовому Бенджаміні. У фільмі 1999 року «Джуді Берлін» Баррі була номінована на премію «Інді-дух» за втілення Сью Берлін, матері персонажа Еді Фалько.